# Nancy Dupláa

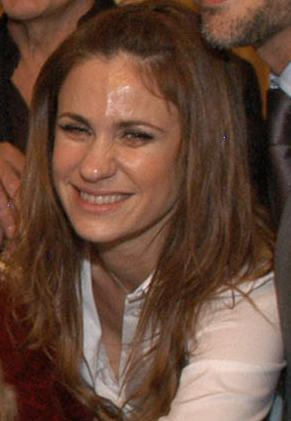
Nancy Dupláa 2007

Nancy Verónica Dupláa, auch als Nancy Dupláa bekannt, (geboren am 3. Dezember 1969 in Olivos, Buenos Aires, Argentinien) ist eine argentinische Schauspielerin.

## Leben
In ihrer Jugend nahm Dupláa Schauspielunterricht bei dem Schauspieler Claudio Ciafone und dem Regisseur Hugo Midón. Nach ihrer Schulzeit studierte sie Grafikdesign und arbeitete später in einer Geburtsklinik. 
Um ihr Ziel, Schauspielerin zu werden, zu erreichen, stellte sie sich bei einem Casting des Canal 13 vor, wurde jedoch nicht aufgenommen. Ihren ersten Auftritt hatte sie 1991 in der Kinder-TV-Serie El agujerito sin fin. Drei Jahre später spielte sie in der Telenovela Montaña Rusa. Ihre erste Hauptrolle bekam sie 2000 in der Serie Los buscas de siempre, wo sie erstmals mit ihrem späteren Ehemann, dem Schauspieler Pablo Echarri zusammenarbeitete. Internationale Bekanntheit erlangte sie 2004, als sie die Hauptrolle in der Telenovela Padre coraje spielte.

## Privates
Sie hat einen Sohn (* 2000) und eine Tochter (* 2003). Der Sohn stammt aus einer Beziehung mit dem Journalisten Matías Martin. Zu der Zeit war sie von Echarri getrennt. Die Tochter stammt aus der Ehe mit Pablo Echarri. 2007 heiratete sie ihn in Buenos Aires.

## Filmografie
- 1994: Poliladron (TV-Serie)
- 1994: Aprender a volar (TV-Serie, 1 Folge)
- 1994–1995: Montaña rusa (TV-Serie, 468 Folgen)
- 1996: Los especiales de Doria (TV-Serie, 1 Folge)
- 1996: El último verano (TV-Serie, 80 Folgen)
- 1996: De poeta y de loco (TV-Miniserie, 39 Folgen)
- 1997: R.R.D.T (TV-Serie, 20 Folgen)
- 1997: El arcángel (TV-Serie, 19 Folgen)
- 1997: Comodines (TV-Serie)
- 1996–1998: Verdad consecuencia (TV-Serie, 130 Folgen)
- 1998: El desvío
- 1998: Buenos Aires me mata
- 1998: Diario para un cuento
- 1998–1999: Verano del '98 (111 Folgen)
- 2000: Los buscas de siempre (TV-Serie, 200 Folgen)
- 2000: Nueces para el amor
- 2001: 22, el loco (TV-Serie)
- 2002: 099 Central (TV-Serie)
- 2002: Apasionados
- 2003: Durmiendo con mi jefe (TV-Miniseries)
- 2004: Padre Coraje (TV-Serie, 187 Folgen)
- 2005: Sin código (TV-Serie, 89 Folgen)
- 2005: Botines (TV-Miniserie, 1 Folge)
- 2006: Mujeres asesinas (TV-Serie, 1 Folge)
- 2007: El hombre que volvió de la muerte (TV-Serie, 14 Folgen)
- 2008: Socias (TV-Serie, 35 Golgen)
- 2009: Dromo (TV-Miniserie, 1 Folge)
- 2009: Boogie
- 2010: Todos contra Juan (TV-Serie, 2 Folgen)
- 2011: El hombre de tu vida (TV-Serie, 2 Folgen)
- 2012: El Tabarís, lleno de estrellas (Fernsehfilm)
- 2012: Graduates (TV-Serie, 178 Folgen)
- 2014: Wild Tales – Jeder dreht mal durch! (Relatos salvajes)
- 2015: Upa! 2
- 2016: La Leona (TV-Serie)
- 2016: Campaña antiargentina
- 2017: Libro de la Memoria: Homenaje a las víctimas del atentado (Kurzfilm)
- 2018: 100 días para enamorarse (TV-Serie, 65 Folgen)
- 2018: Miss Bolivia: Paren de Matarnos (kurzes Musikvideo)
- 2019: El Retiro
- 2020: Los Internacionales (TV-Serie, 8 Folgen)
- 2021: 10 Palomas
- 2021: El Reino (TV-Serie, 8 Folgen)
- 2022: Supernova (Fernsehserie, 4 Folgen)